# Илия Бижев
Илия Иванов Бижев е български общественик и революционер, деец на Вътрешната македоно-одринска революционна организация.

## Биография
Илия Бижев е роден на 22 юли 1882 година село Крушево, тогава в Османската империя. Негов брат е Никола Бижев, един от основните водачи на ВМОРО в Крушево, а Димитър Гущанов му е близък приятел.
Учи в Сярското педагогическо училище, което завършва в 1903 година. На 18-годишна възраст Илия Бижев се присъединява към ВМОРО. Спомага утвърждаването на българското просветно дело в Демирхисарско и Сярско, като особено подпомага революционния кръжок в педагогическото училище. В 1903 година е избран за ръководител на Демирхисарския околийски революционен комитет. Многократно е арестуван и лежи в солунския затвор Еди куле през 1905-1906 година.
След Младотурската революция заедно със Стойо Хаджиев, е делегат на Демирхисарско при учреждаването на Народната федеративна партия (българска секция) през 1909 година.
Участва в похода към Цариград, заедно с Яне Сандански, Христо Чернопеев, Тодор Паница, Чудомир Кантарджиев, Таската Серски, при детронирането на Абдул Хамид II.
След Междусъюзническата война, заедно със семейството си и това на малкия си брат Иван, се изселват в Мелник през 1914 година. Участва в Първата световна война и след това трайно се установява в Петрич. След 1920 година е член на Окръжната постоянна комисия в Петрич.
Илия Бижев се занимава с учителство и търговия, а също е помощник-адвокат и общественик. През 1924 година, заедно с Иван Ангов и други е съосновател на тютюневата кооперация „Самуилова крепост“ в Петрич. Той е избран за председател на първия управителен съвет на кооперацията. На следващата година открива тютюнева фабрика със същото име в София и е неин първи директор.
Умира в София през 1966 година.